# Hans-Adolf von Moltke

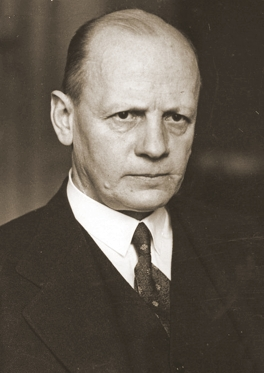
Hans-Adolf von Moltke 1935

Hans-Adolf Helmuth Erdmann Ludwig Waldemar von Moltke (* 29. November 1884 in Oppeln, Oberschlesien; † 22. März 1943 in Madrid) war ein deutscher Gutsbesitzer in Schlesien und Gesandter in Polen in der Weimarer Republik und Botschafter in der Zeit des Nationalsozialismus.

## Leben
Moltke studierte Jura und trat 1913 in den Auswärtigen Dienst ein. 1920 bis 1922 war Moltke Vertreter des Auswärtigen Amtes beim Bevollmächtigten für den Abstimmungsbezirk Oberschlesien in Oppeln und anschließend 1922–1924 Mitglied der Gemischten Kommission für Oberschlesien. Von 1924 bis 1928 war er als Botschaftsrat an der Gesandtschaft Konstantinopel.

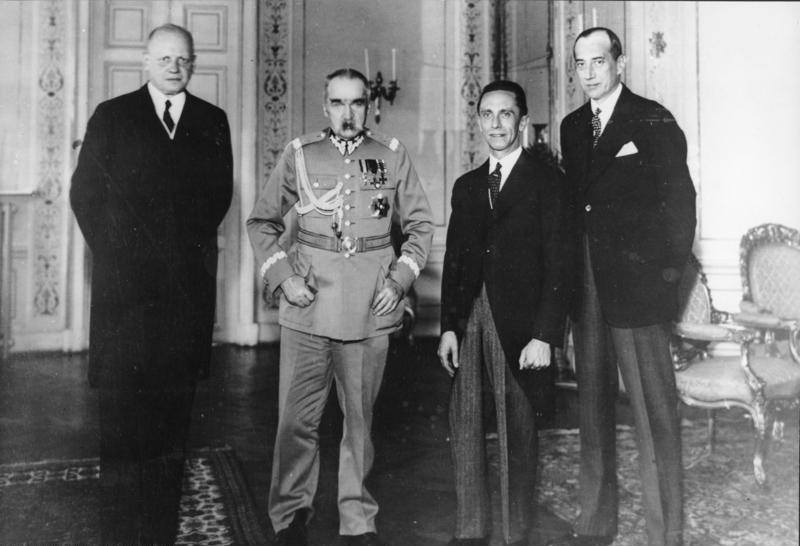
Goebbels zum Staatsbesuch am 15. Juni 1934 in Warschau (v. l. n. r.: von Moltke, Marschall Piłsudski, Joseph Goebbels und der polnische Außenminister Oberst Józef Beck). Am 26. Januar 1934 war in Berlin der Deutsch-polnische Nichtangriffspakt abgeschlossen worden.

Ab 1931 war er Gesandter in Warschau und dort seit 1934 im Range eines Botschafters (Umwandlung der Gesandtschaft). Nach Kriegsbeginn war Moltke wieder beim Auswärtigen Amt in Berlin, u. a. als Leiter der Archivkommission zur Auswertung erbeuteter Akten. Ab Oktober 1939 leitete er die Sondergruppe zur gezielten Beschlagnahme, Auswertung, Fälschung und propagandistischen Verwertung der für das Auswärtige Amt geraubten Aktenbestände. Die dabei verfolgte Absicht war, in Form von Editionen der sogenannten „Weißbücher“, die unter seiner Verantwortung herausgegeben wurden, einen Eindruck von Objektivität und wissenschaftlicher Methodik zu vermitteln. In Wirklichkeit jedoch dienten sie der Vertuschung der wahren Tatsachen über die Gründe und Urheberschaft der einzelneren deutschen Okkupationen seit 1939. In die Vorbereitung des Überfalls auf Dänemark war von Moltke direkt mit einbezogen und bestimmte, welche Aktenbestände aus Kopenhagen benötigt würden. Auch bei Frankreich spielte er einen aktiven Part, hier wurde auf seine Anforderung hin ein bestimmter Personenkreis direkt in die Durchsuchung einbezogen, so unter anderem auch die privaten Wohnräume des Premierministers Leon Blum. Hier hatte die von ihm geforderte Materialbeschaffung im Zug der deutschen Aggression bereits polizeiliche Formen angenommen. Seine Handlanger dafür waren Einheiten der deutschen Feldpolizei, das Sonderkommando unter Eberhard von Künsberg und der Protokollchef des Auswärtigen Amtes Alexander von Dörnberg zu Hausen. An dem Befehl zum Arbeitsauftrag des Sonderkommandos der Aktenbeschaffung zum Überfall auf die Sowjetunion, der am 11. Juni 1941 unterzeichnet wurde, hatte von Moltke sich selbst beteiligt. Im Sommer 1942 schloss von Moltke die Prüfung, Bearbeitung und Weiterverwendung der geraubten Aktenbestände ab. In seinem Abschlussbericht an Joachim von Ribbentrop resümierte er, 9.000 Bände durchgesehen und 1,5 Millionen Mikroaufnahmen aus den fremden Akten angefertigt zu haben. In dem dazu beigelegten Schreiben vom 8. August 1942 schlug er vor, zukünftig noch zielgerichteter nach Material zu suchen, das für „die aktuelle Propaganda geeignet erscheint.“
Während des Frühjahrs 1942 ergab sich für von Molke die Möglichkeit, das Auswärtige Amt zu verlassen. Er hatte ein Angebot bekommen, als Vorsitzender des Aufsichtsrates der Berg- und Hüttenwerks-Gesellschaft von Teschen wirksam zu werden. Doch erst am 15. Juli 1942 unterschrieb Adolf Hitler die Urkunde, ihn in den Wartestand zu versetzen. Als im Dezember des gleichen Jahres der deutsche Botschafter in Spanien, Eberhard von Stohrer wegen erheblicher Unstimmigkeiten mit Adolf Hitler abgelöst werden sollte, wurde von Moltke wieder für den diplomatischen Dienst aktiviert. Am 11. Januar 1943 wurde er Botschafter in Madrid. Zwei Tage vorher hatte Hitler die Weisung erteilt, mit den Vorbereitungen für eine Besetzung Nordspanien zu beginnen. Im März 1943 erkrankte er ohne Vorankündigung an einer Blinddarmentzündung. Die Operation verlief gut, aber nach drei Tagen verschlimmerte sich sein Zustand in kürzester Zeit. Am 22. März 1.30 Uhr trat ein Herzkollaps ein, der tödlich war. Dieser plötzlicher Tod nur zehn Wochen nach dem Antritt des neuen Postens wurde in den USA als Folge eines Mordanschlags der Gestapo gesehen: Er sei in den Machtkampf zwischen SS-Führer Heinrich Himmler und Abwehr-Chef Wilhelm Canaris geraten.
Außerdem war er Gutsbesitzer auf den Gütern Wernersdorf (Landkreis Breslau) und Klein-Bresa (Landkreis Strehlen).
Seit 1904 war er Mitglied des Corps Saxo-Borussia Heidelberg.
Am 1. Oktober 1937 trat er der NSDAP bei.

## Polnische Kriegsschuld
Zu seiner Tätigkeit in der deutschen Außenpolitik nach Kriegsausbruch hat das Deutsche Historische Institut ein Pressefoto von 1939 neu veröffentlicht:
„Angebliche Kriegschuld: Der ehemalige deutsche Botschafter in Polen, Hans-Adolf von Moltke, demonstriert ausländischen Pressevertretern Archivmaterial aus Warschau als „Beweis“ für die Schuld Polens am Kriegsausbruch (Herbst 1939). Das Foto zeigt den ehemaligen deutschen Botschafter in Polen, Hans-Adolf von Moltke, bei der Vorführung von Archivmaterial aus Warschau vor ausländischen Pressevertretern, zum „Beweis“ der Kriegsschuld Polens.“
Dieses Foto steht im Zusammenhang mit der von der deutschen Seite aus verfolgten Taktik, Nachweise für die Schuld am Beginn des Zweiten Weltkrieges dem überfallenen Nachbarstaat Polen zuzuschieben. Genau das gleiche Ziel wurde mit den vom Auswärtigem Amt, unter intensiver Beteiligung von Moltke erarbeiteten „Weißbüchern“ verfolgt. Seit dem 21. September 1939 stand er dem dazu gebildeten Sonderreferat im Auswärtigen Amt vor.

## Genealogie

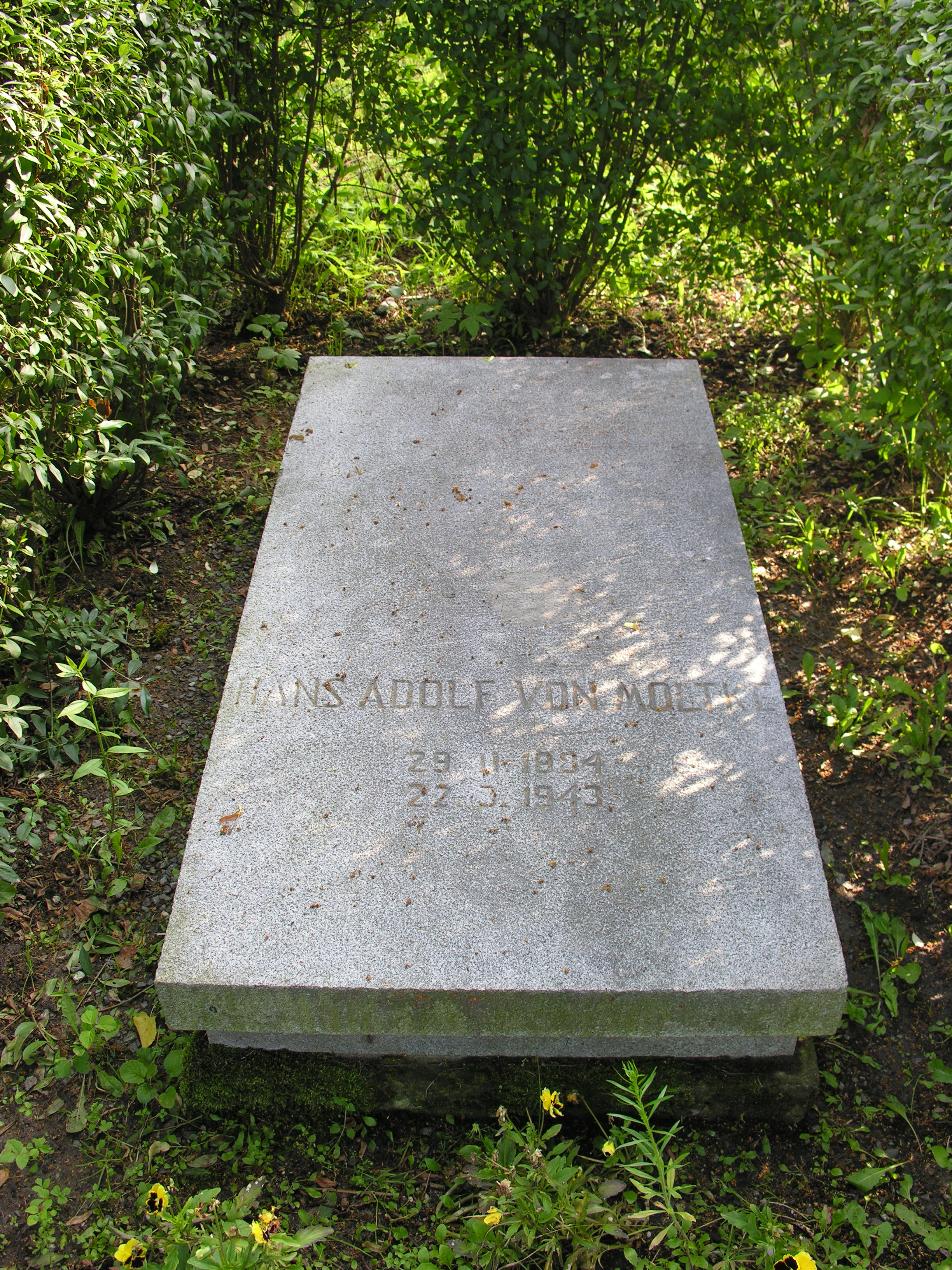
Grab von Hans Adolf von Moltke auf dem Friedhof in Markt Bohrau

Er stammt aus dem alten mecklenburgischen Adelsgeschlecht Moltke. Er war Enkel des preußischen Landrates Adolf von Moltke (1804–1871), eines Bruders von Generalfeldmarschall Helmuth von Moltke, und Sohn der Julie Zuckschwerdt (1862–1943) und des königlich preußischen Staatsministers und Oberpräsidenten Friedrich von Moltke (1852–1927). Der Vater war Gutsbesitzer auf Klein-Bresa, Mitglied des Preußischen Herrenhauses und Rechtsritter des Johanniterordens.
Moltke heiratete am 8. Juni 1926 auf Gut Klein-Öls (Landkreis Ohlau) Davida Gräfin Yorck von Wartenburg (* 24. September 1900 auf Gut Klein-Öls; † 26. September 1989 in Möckmühl), Tochter des königlich preußischen Landrats Heinrich Graf Yorck von Wartenburg und der Sophie Freiin von Berlichingen.
Das Ehepaar hatte 8 Kinder:
- Monika von Moltke (1927–1948)
- Maria von Moltke (1929–2023)[8]
- Friedrich von Moltke (1931–2018), Bankdirektor
- Heinrich von Moltke (1933–2019), Generaldirektor für Unternehmenspolitik bei der Europäischen Kommission
- Wulf von Moltke (* 1935), kaufmännischer Vorstand
- Gebhardt von Moltke (1938–2019), u. a. deutscher Botschafter in London
- Angelika Baronin von Hahn (* 1940), Professorin für Neurologie an der Universität London (Ontario)
- Renate von Dobschütz (* 1942), Kunsthistorikerin, verheiratet mit Leonhard von Dobschütz.

Irene Yorck von Wartenburg war seine Schwägerin, Friedrich Carl Siemens sein Schwager.

## Publikationen
- Dokumente zur Vorgeschichte des Krieges, Auswärtiges Amt, Berlin 1939, mit einem Vorwort von Joachim von Ribbentrop vom 3. Dezember 1939.
- Polnische Dokumente zur Vorgeschichte des Krieges, Erste Folge, Zentralverlag der NSDAP, Berlin 1940.